# Asila Mirzayorova
Asila Mirzayorova (3 luglio 1999) è un'atleta paralimpica uzbeka specializzata nel salto in lungo e classificata T11 a causa della sua cecità.

## Biografia
Ha iniziato a praticare l'atletica leggera paralimpica nel 2016 e nel 2018 ha conquistato la sua prima medaglia in una competizione internazionale ufficiale: il bronzo nel salto in lungo T11/12 ai Giochi para-asiatici di Giacarta.
Nel 2019 ha partecipato ai campionati mondiali paralimpici di Dubai, dove ha concluso la gara del salto in lungo T11 in settima posizione. Nel 2021 ha invece preso parte ai Giochi paralimpici di Tokyo, dove ha conquistato la medaglia d'argento nel salto in lungo T11. Nel 2024 sale sul gradino più alto del podio nella medesima specialità alle Paralimpiadi di Parigi.

## Palmarès
| Anno | Manifestazione       | Sede     | Evento                | Risultato | Prestazione | Note                  |
| ---- | -------------------- | -------- | --------------------- | --------- | ----------- | --------------------- |
| 2018 | Giochi para-asiatici | Giacarta | Salto in lungo T11/12 | Bronzo    | 4,47 m      |                       |
| 2019 | Mondiali paralimpici | Dubai    | Salto in lungo T11    | 7ª        | 4,44 m      |                       |
| 2021 | Giochi paralimpici   | Tokyo    | Salto in lungo T11    | Argento   | 4,91 m      |                       |
| 2024 | Mondiali paralimpici | Kōbe     | Salto in lungo T11    | Oro       | 5,18 m      | Record dei campionati |
| 2024 | Giochi paralimpici   | Parigi   | Salto in lungo T11    | Oro       | 5,24 m      | Record paralimpico    |